# Autoenkoder

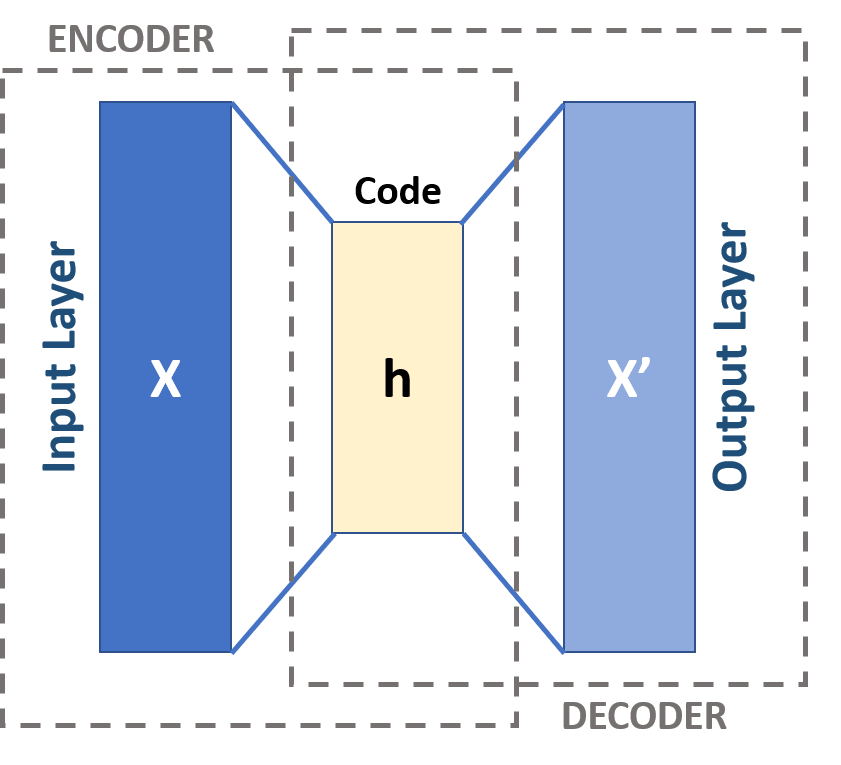
Schemat autoenkodera wraz z dwoma częściami: kodera, który mapuje wiadomość na kod i dekodera, który rekonstruuje wiadomość na podstawie kodu.

Autoenkoder, autokoder – sieć neuronowa złożona z pary koder-dekoder. Autokoder uczy się dwóch funkcji: funkcji kodowania, która przekształca dane wejściowe i funkcji dekodowania, która odtwarza dane wejściowe z zakodowanej reprezentacji. Autokoder uczy się efektywnej reprezentacji (kodowania) zbioru danych, zwykle w celu redukcji wymiaru, aby generować osadzenia o mniejszej liczbie wymiarów do późniejszego wykorzystania przez inne algorytmy uczenia maszynowego.

## Aplikacje

### Redukcja wymiarów
Redukcja wymiarów była jedną z pierwszych aplikacji głębokiego uczenia.
Zmniejszenie wymiarów może poprawić wydajność zadań takich jak klasyfikacja. Cechą charakterystyczną redukcji wymiarowości jest umieszczanie semantycznie powiązanych przykładów blisko siebie.

#### Analiza głównych składowych

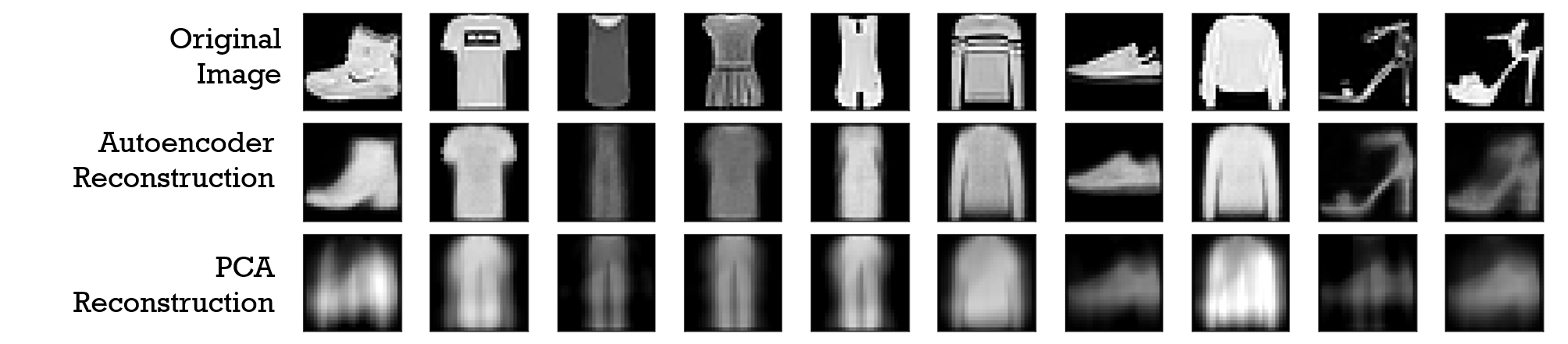
Rekonstrukcja obrazów o rozmiarze 28x28 pikseli przez autoenkoder z rozmiarem kodu równym dwa (warstwa ukryta o długości dwóch jednostek) oraz rekonstrukcja z dwóch pierwszych głównych składników analizy głównych składowych

Najprostsze autoenkodery — zwłaszcza liniowe i bez nieliniowych aktywacji — są blisko powiązane z analizą głównych składowych.

### Wyszukiwanie informacji i optymalizacja wyszukiwarek
Redukcja wymiaru daje korzyści dla procesów wyszukiwani informacji, co oznacza, że wyszukiwanie może stać się bardziej efektywne w pewnych typach przestrzeni niskowymiarowych.

### Wykrywanie anomalii
Innym zastosowaniem autoenkoderów jest wykrywanie anomalii.